# So Sad
«So Sad» es una canción del músico británico George Harrison, publicada en el álbum de estudio Dark Horse (1974). En un principio, Harrison dio la canción a Alvin Lee, guitarrista y cantante de Ten Years After, quien la grabó con el cantante Mylon LeFevre en su álbum On the Road to Freedom (1973). Harrison compuso «So Sad» en Nueva York en 1972 y es la única canción que trata abiertamente sobre su matrimonio fallido con Pattie Boyd. El músico grabó su propia versión de la canción en su hogar, Friar Park, en noviembre de 1973, ocho meses antes de que Boyd dejara a su marido por Eric Clapton. 

## Personal
- George Harrison: voz, guitarra acústica, guitarra eléctrica, piano eléctrico, guitarra slide y coros.
- Nicky Hopkins: piano
- Ringo Starr: batería
- Jim Keltner: batería
- Willie Weeks: bajo